# Tyrolia
Tyrolia är en österrikisk tillverkare av bindningar till alpina skidor. Märket är numera en del av koncernen Head och Tyrolias bindningar finns att köpa både under eget namn och som "Head".